# Duane Rousselle
Duane Rousselle, född 28 april 1982 i Miramichi, New Brunswick, är en kanadensisk psykoanalytiker och sociolog. 

## Biografi
Sin forskning ägnar Rousselle bland annat åt lacansk psykoanalys, kultursociologi samt genusvetenskap, postanarkism och estetik. I boken Lacanian Realism (2018) söker Rousselle förena lacansk psykoanalys med spekulativ realism.
Rousselle grundade tidskriften Anarchist Developments in Cultural Studies (ADCS), som utkom med sitt första nummer år 2010.